# 平鶴ケ井
平鶴ケ井（たいら つるがい）は、福島県いわき市の大字である。郵便番号は970-0227。

## 地理
いわき市中央部の平地区に属し、地区内南東部に位置する。北から東にかけ平下高久、南東で平神谷作、南から西にかけ平上山口、北西で平下山口とそれぞれ隣接する。平神谷作のうち中央部の尾根筋より西側の区域が分離され新設された。内郷御厩町に所在するいわき中央警察署及び平字正内町に所在する平消防署がそれぞれ管轄にあたる。

### 主な字
字
- 高神
- 清水

- 辰ノ沢
- 八反田

- 脇ノ作

## 歴史
- 1979年 - 平神谷作から分離され新設される[4]。

## 世帯数と人口
2023年10月31日現在の世帯数と人口は以下の通りである。
| 大字     | 世帯数 | 人口 |
| -------- | ------ | ---- |
| 平鶴ケ井 | 11世帯 | 34人 |

## 小・中学校の学区
市立小・中学校に通う場合、学区は以下の通りとなる。
| 番地 | 小学校               | 中学校               |
| ---- | -------------------- | -------------------- |
| 全域 | いわき市立高久小学校 | いわき市立藤間中学校 |

## 交通

### 道路
- 二級市道前ノ内菅谷線

## 施設
- 成就院
- 神明神社